# Premonition
Premonition är ett livealbum av John Fogerty, utgivet i juni 1998. Det spelades in 12 och 13 december 1997 i Burbank Studio.

## Låtlista
Samtliga låtar skrivna av John Fogerty, om annat inte anges.
1. "Born on the Bayou" - 4:54
2. "Green River" - 4:15
3. "Susie Q" (Coleman Hawkins/Stan Lewis) - 5:24
4. "I Put a Spell on You" (Screamin' Jay Hawkins) - 5:02
5. "Who'll Stop the Rain" - 2:58
6. "Premonition" - 3:18
7. "Almost Saturday Night" - 2:26
8. "Rockin' All Over the World" - 3:32
9. "Joy of My Life" - 3:55
10. "Down on the Corner" - 2:58
11. "Centerfield" - 3:55
12. "Swamp River Days" - 4:25
13. "Hot Rod Heart" - 3:42
14. "The Old Man Down the Road" - 4:23
15. "Bad Moon Rising" - 2:19
16. "Fortunate Son" - 4:11
17. "Proud Mary" - 4:02
18. "Travelin' Band" - 2:53